# فروردین ۱۳۸۸
فروردین ۱۳۸۸، نخستین ماه سال ۱۳۸۸ هجری خورشیدی است.
آغاز آن شنبه، ۱ فروردین ۱۳۸۸ برابر با ۲۱ مارس ۲۰۰۹ میلادی است.